# Los tambores de Tombalku
Los tambores de Tombalku (titulado originalmente en inglés Drums of Tombalku) es el fragmento de un relato inacabado que el escritor estadounidense Robert E. Howard escribió para su personaje de espada y brujería Conan el Cimmerio. Fue terminado por Lyon Sprague de Camp en un relato completo aunque apócrifo que Sprague de Camp tituló Drums of Tombalku y que publicó en 1966 en el compendio de relatos Conan the Adventurer (Conan el Aventurero), de la editorial Lancer Books. En su forma original incompleta, tal como lo dejó su autor, el fragmento ha sido publicado en el año 2000 por la editorial británica Gollancz (en el volumen The Conan Chronicles Volume 1: The People of the Black Circle) y más tarde en 2004 por otra editorial británica, Wandering Star Books, en el volumen Conan of Cimmeria: Volume Two (1934). En 2005 ese mismo volumen fue publicado en Estados Unidos bajo el título The Bloody Crown of Conan y traducido en España por la editorial timunmas con el título Conan de Cimmeria: Volumen II (1934).

## Trama
Amalric y los ghanatas Gobir y Saidi esperan en un pozo de agua en el desierto cuando Tilutan, orgullo de Ghanata, cabalga con una mujer cautiva, Lissa. Gobir y Saidu echan los dados para ver quién va a violarla después de Tilutan, pero un asqueado Amalric los ataca. Después de una lucha encarnizada que deja a Amalric inconsciente, los tres ghanatas yacen muertos. Lissa atiende las heridas de Amalric y cuando se despierta, le dice que ella huyó de la ciudad oasis de Gazal, pero trató de regresar después de probar el calor del desierto, sólo para derrumbarse y ser capturada. Después de una noche de descanso, comienzan el viaje a Gazal, y Amalric habla de cómo fue traicionado su ejército y su compañero Conan fue asesinado. Ha estado vagando y robando con los ghanatas durante el último mes. En silencio, sin embargo, se pregunta cómo la chica sobrevivió al implacable desierto con apenas una marca del sol sobre ella.
Justo antes de la puesta del sol Lissa señala las torres desiertas, destartaladas de Gazal. El mal estado de la ciudad preocupa a Amalric, pero cuando pregunta sobre una torre de color rojizo más prístina, Lissa le prohíbe frenéticamente que hable de ella. Cuando la gente comienza a salir de los edificios, le piden noticias que, para Amalric, tienen casi un milenio de antigüedad. Lissa guía a Amalric a una torre oscura y le sirve de comer mientras le explica cómo fue colonizada la ciudad hace 900 años por unos refugiados de Koth, y él es el primer extranjero desde entonces. Huyó de la ciudad resguardada para experimentar la vida y fue capturada y elige vivir por el momento en los brazos de Amalric ...
Esa noche Amalric es despertado por gritos horribles de dolor y desesperación. Se levanta para ayudar, pero Lissa lo detiene, diciendo que el horror que habita dentro de la Torre Roja es responsable de depredar sobre los ciudadanos, uno cada vez, hasta que gobierne una ciudad vacía mientras los residentes están hipnotizados para que no la abandonen. Amalric sale a investigar, pero oye gritos de Lissa y vuelve para descubrir que esta ha desaparecido. Amalric, razonando que ha sido llevada a la Torre Roja, corre hacia allí, y se enfrenta a una criatura humanoide blanca con fuego en los ojos, que comienza a transformarse en algo ... más. Amalric recita un hechizo que le enseñó un mago negro y atrapa a la criatura en su forma humana.
El enfurecido monstruo ataca, pero el aquilonio logra echarse a un lado y hundir su espada en su espalda. Herido de muerte, la criatura lanza un aullido, que es devuelto desde lejos, aterrando a Amalric hasta la médula. Lissa corre hacia él; esta simplemente había gritado y corrido cuando vio a la criatura arrastrando un cuerpo a través de la calle y siguió Amalric a la torre. Los dos consiguen rápidamente su semental y su camello y salen de la ciudad, prefiriendo el desierto a lo que contestó esos aullidos. Por desgracia, mientras aún estaban a la vista de las murallas, ven a siete jinetes vestidos de negro cabalgar hacia ellos, aunque no había caballos acantonados en Gazal.
Son perseguidos durante todo el día, y cuando cae el crepúsculo, al darse cuenta de que no pueden escapar, Amalric se vuelve hacia sus perseguidores, pero se sorprende cuando un pequeño ejército de jinetes aparece y ataca a los jinetes negros, que se desvanecen en bocanadas de humo. Amalric queda estupefacto al ver que su jefe es Conan, ahora a la cabeza de los nómadas que una vez que los atacaron! Conan cuenta su historia - fue capturado por estos hombres de la legendaria Tombalku y llevado a sus moradas. Allí, gobernaban dos reyes, y mientras uno, Zehbeh, quería muerto a Conan, el otro, Sakumbe, conocía a Conan como Amra de sus días como corsario y le declaró su amigo, lo que enfureció a Zehbeh y al sacerdote Daura. Sakumbe está respaldado por el influyente hechicero Askia, y su facción ganó. Conan fue nombrado líder de los jinetes y no le guarda rencor a Amalric por dejarlo atrás. Está ansioso por llevar a su amigo de vuelta a Tombalku para que lo ayude a entrenar a su nuevo ejército.
Tres días más tarde, el grupo alcanza Tombalku, pero Conan detecta una perturbación. Cabalgan a la ciudad para encontrar a los dos co-gobernantes discutiendo. Víboras han invadido la casa de Sakumbe, y el médico brujo Askia ha adivinado que se trataba del trabajo de aliado sacerdotal de Zehbeh Daura, que está atado en la actualidad a una estaca en el centro de la ciudad. Askia canta y convoca a un demonio para que castigue a Daura. Mientras la carne de Daura es devorada por un monstruo invisible, Zehbeh se escabulle. Sakumbe envía a Conan para encontrar al rey caído en desgracia después de aceptar a Amalric alegremente en su ejército. Desafortunadamente, Zehbeh está preparado y una multitud de su ejército irrumpe en la ciudad para ayudar a su rey. Sin embargo, son rechazados por Conan y los hombres de Sakumbe. Un perpljo Sakumbe nombra a Conan como nuevo correy, lo que consigue la aprobación de todos excepto la de Askia.
Pasa un mes, con Amalric ejerciendo el papel de entrenar al ejército de Tombalku. Un día vuelve a casa y se encuentra a Askia interrogando a Lissa, y Amalric hace una nota para informar a Conan de las actividades sospechosas del médico brujo. Va a buscar a los dos reyes, que están borrachos y discutiendo invadir Kush; Conan está a favor y Sakumbe en contra. Amalric le pide Conan que organice una boda para Lissa y él, y también informa a los reyes sobre las actividades de Askia. Mientras Conan y Sakumbe están un tanto perturbados por las actividades del médico brujo, sus pensamientos son interrumpidos por la noticia de que los afaki, ayudados por Zehbeh, marchan contra ellos. Conan se prepara inmediatamente para la guerra.
Mientras Amalric se prepara para sacar al ejército, Askia lo acusa de blasfemia por haber matado al dios de Gazal. Sin embargo, no logra persuadir a Sakumbe para que se vuelva contra Conan y Amalric, especialmente cuando Conan señala que Gazal estaría ahora abierta para la invasión. Mientras Sakumbe, Conan, y Amalric hacen sus planes finales para la guerra, Sakumbe estalla repentinamente en llamas desde el interior. Conan huye velozmente con Amalric, sabiendo que Askia volverá rápidamente la opinión pública en contra suya. Mientras corren por los tejados, ven a Askia arengando a los ciudadanos, hasta que es matado por una lanza lanzada expertamente por Conan. Los dos hombres se reúnen con Lissa y huyen de la ciudad mientras los afaki irrumpen en la ciudad. Conan decide ir hacia Kush mientras que Amalric y Lissa vuelven a Aquilonia.

## Adaptaciones
El relato fue adaptado a comic book en diciembre de 1992 por la editorial Marvel Comics con el título Drums and Death Out Of Tombalku en el número 124 de la colección La espada salvaje de Conan (Savage Sword of Conan #204). Al año siguiente, en 1993, Comics Forum tradujo esa historieta al castellano con el título Tambores y muerte en Tombalku en el número 140 de su propia serie numerada de la colección La espada salvaje de Conan.